# Tam Thanh (Quảng Nam)
Tam Thanh is een phường van Tam Kỳ, de hoofdstad van de provincie Quảng Nam.
Tam Thanh ligt op de noordelijke oever van de Trường Giang en aan de Zuid-Chinese Zee.